# Le Goûter des bébés
Pour plus de détails, voir Fiche technique et Distribution.
Le Goûter des bébés est un court métrage documentaire muet français réalisé  par Auguste et Louis Lumière en 1897 et produit par la Société Lumière. 

## Description
Trois enfants sont assis le long d'une table face à la caméra. un jeune garçon, entouré de deux petites filles, distribue des grains de raisin à chacune d'elles.

## Remarque
Les petits acteurs en herbes ne sont autres que de gauche à droite de l'image : Madeleine Koehler (la nièce des frères Lumière), Marcel Koehler (le neveu des frères Lumière) et enfin Suzanne Lumière (La fille de Louis Lumière). La scène se déroule sur la terrasse de la maison Lumière du Clos des Plages à La Ciotat.

## Fiche technique
- Titre : Le Goûter des bébés
- Titre original : Le Goûter des bébés
- Réalisation : Auguste et Louis Lumière
- Production : Société Lumière
- Lieu de tournage : La Ciotat (France)
- Pays d'origine :  France
- Vue no  : 654
- Genre : Documentaire
- Format : Court métrage — Muet — Noir et blanc — 1,33:1
- Durée : 43 s
- Date de réalisation : 1897
- Dates de sortie :
  -  France : 24 octobre 1897 à Lyon

## Sources
- Catalogue Lumière, « Le goûter des bébés » (consulté le 7 février 2024).